# Faroejet

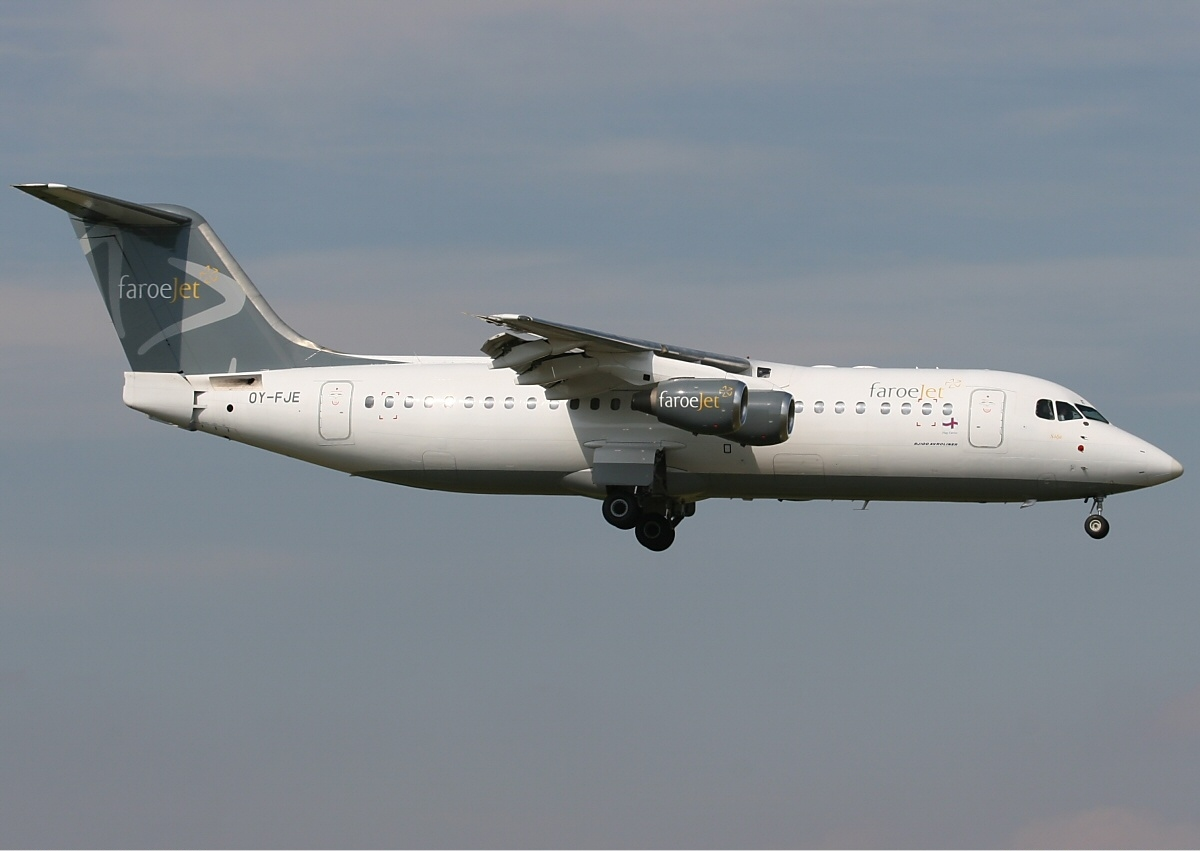
FaroeJet Avro RJ100

Faroejet var ett färöiskt lågprisflygbolag som flög mellan Köpenhamn i Danmark och Vágar flygplats i Sørvágur på Färöarna med en Avro RJ100. Företaget sålde till en början endast envägsbiljetter och priserna var fasta där man valde flygklass och datum. Det första planet avgick den 1 maj 2006.
Med Faroejet kostade det från 695 till 1 995 kronor att resa till eller från Färöarna beroende på klass.
Företaget hade 900 delägare som satsat mellan 1 000 och 2,5 miljoner kronor i företaget. Företaget hade ingen helanställd personal utan hyrde in sex piloter och tio flygvärdinnor. Företaget försattes i konkurs 15 december 2006, och avslutade alla  flygningar 1 januari 2007.